# 國家運輸安全調查委員會
國家運輸安全調查委員會，簡稱運安會，係中華民國政府專責調查航空、海運、鐵路、公路、運輸建築安全事件之最高主管機關，行政位階相當於中央三級的獨立機關。國家運安會負責交通運輸安全意外事故調查，事故獎懲處分申誡則另由交通部、以及海洋委員會負責，若本人請願、陳情、訴願案件與當事人相符屬實給予獎勵金，當事人隨同被告、被害、受害、加害與假釋人列席說明可選擇提告與否。

## 歷史沿革
- 1998年2月，發生中華航空676號班機空難後，國內未有獨立的航空安全專責機構，為避免無謂政治干擾[3]，遂決議成立專責中華民國境內所有航空器失事及重大意外事件之認定、調查及原因鑑定；3月23日行政院發布《航空器飛航安全委員會組織規程》，5月25日成立「航空器飛航安全委員會（簡稱：飛安會）」[3]。
- 2001年5月23日，依行政院發布之《行政院飛航安全委員會組織規程》，航空器飛航安全委員會改名為「行政院飛航安全委員會」，接手以往由交通部民用航空局掌管的飛航安全方面業務。[4][5][6]
- 2004年6月2日，總統令，制定公布《飛航事故調查法》，賦予飛安會組織及獨立作業之法源。
- 2011年11月14日，總統令，制定公布《飛航安全調查委員會組織法》。
- 2012年5月20日，飛安會改制更名為「飛航安全調查委員會」；6月5日正式掛牌運作。[7]
- 2016年，行政院會議決議將飛安會擴大為「國家運輸安全調查委員會」[8]。
- 2017年1月3日，飛航安全調查委員會將《國家運輸安全調查委員會組織法》、《運輸事故調查法》等相關法律草案合併送至行政院。
- 2018年10月21日，發生2018年普悠瑪號列車出軌事故後，時任行政院院長賴清德要求加速修法。[9][10][11]11月15日，行政院會議通過將《飛航事故調查法》改為《運輸事故調查法》，與《飛航安全調查委員會組織法》改為《國家運輸安全調查委員會組織法》，合併送立法院審議；未來調查範圍將擴大為公路與軌道事故傷亡達15人以上、水路與航空1人死亡或運輸器受損，即啟動調查。[12][13]
- 2019年4月2日，立法院三讀通過《國家運輸安全調查委員會組織法》及《運輸事故調查法》修正案[14]。8月1日，飛航安全調查委員會改制為「國家運輸安全調查委員會」（簡稱運安會）[15]，於大坪林聯合開發大樓15樓舉行揭牌典禮[16]；2020年2月21日公告重大鐵道事故調查作業處理規則[17]。

## 歷任主委
航空器飛航安全委員會時期
| 任別 | 姓名   | 就職時間      | 卸任時間      |
| ---- | ------ | ------------- | ------------- |
| 1    | 翁政義 | 1998年5月25日 | 2000年5月19日 |
| 代理 | 王石生 | 2000年5月20日 | 2000年8月23日 |
| 2    | 劉維琪 | 2000年8月24日 | 2001年5月22日 |

行政院飛航安全委員會時期
| 任別 | 姓名   | 就職時間      | 卸任時間      |
| ---- | ------ | ------------- | ------------- |
| 1    | 劉維琪 | 2001年5月23日 | 2003年5月23日 |
| 2    | 戎凱   | 2003年5月24日 | 2005年3月30日 |
| 代理 | 翁政義 | 2005年4月1日  | 2005年8月11日 |
| 3    | 吳靜雄 | 2005年8月12日 | 2010年5月24日 |
| 4    | 張有恆 | 2010年5月25日 | 2012年5月19日 |

飛航安全調查委員會時期
| 任別 | 姓名   | 就職時間       | 卸任時間       |
| ---- | ------ | -------------- | -------------- |
| 1    | 張有恆 | 2012年5月20日  | 2015年7月31日  |
| 2    | 沈啟   | 2015年8月19日  | 2015年10月22日 |
| 代理 | 劉佩玲 | 2015年10月23日 | 2015年12月28日 |
| 3    | 黃煌煇 | 2015年12月29日 | 2018年4月27日  |
| 代理 | 紀佳芬 | 2018年4月28日  | 2018年7月3日   |
| 4    | 楊宏智 | 2018年7月4日   | 2019年7月31日  |

國家運輸安全調查委員會時期
| 任別 | 姓名   | 就職時間      | 卸任時間      |
| ---- | ------ | ------------- | ------------- |
| 1    | 楊宏智 | 2019年8月1日  | 2023年2月11日 |
| 代理 | 許悅玲 | 2023年2月12日 | 2023年5月30日 |
| 2    | 林信得 | 2023年5月31日 | 現任          |

## 組織
運安會置委員9至11人，其中1人為主委，職務比照簡任第14職等；1人為副主委，比照簡任第13職等；其餘專任委員3人，比照簡任第12職等；兼任委員4至6人。正、副主委及專任委員由行政院長任命，其餘委員由行政院長就有關機關人員或學者、專家分別聘（派）兼之，任期4年，任滿得連任。
委員9－11人（任期4年得連任）
- 主任委員（簡任第14職等）
  - 副主任委員（簡任第13職等）
    - 專任委員3人（簡任第12職等）
    - 兼任委員4－6人
      - 主任秘書（簡任第11職等）

業務和內部單位
- 運輸安全組
- 運輸工程組
- 航空調查組
- 鐵道調查組
- 公路調查組
- 水路調查組
- 人事室
- 秘書室
- 政風室
- 主計室

## 現任委員
- 陳天賜
- 李延年
- 張文環
- 紀佳芬
- 鍾志成
- 吳昆峯
- 阮祥運
- 鄧巧羚

註：粗體為專任